# Michael Polanyi
Michael Polanyi (Budapest, 11 marzo 1891 – Northampton, 22 febbraio 1976) è stato un filosofo, economista e chimico ungherese.

## Biografia
Era il fratello minore dell'economista e filosofo Karl e padre di John Charles, che nel 1986 ottenne il Premio Nobel per la chimica.
Michael Polanyi ebbe inizialmente successo come valente chimico, con particolare riferimento alla chimica fisica. In seguito fu uno dei maggiori esponenti della "nuova filosofia della scienza" della seconda metà del XX secolo, partecipando insieme a Kuhn a quella stagione cruciale che portò ad una revisione del modo di vedere la ricerca scientifica.
La sua filosofia fu sempre accompagnata da riflessioni di tipo politico ed economico. Politicamente è stato spesso associato al pensiero liberale.
Le teorie del Liberalismo sia in campo sociale che in quello economico furono strenuamente difese in La logica della libertà dove condannava l'economia pianificata come non realizzabile efficacemente. 
Polanyi partecipò al colloquio Walter Lippmann e fu anche membro della Mont Pelerin Society. Egli è considerato uno dei massimi pensatori del neoliberismo.
La sua opera più nota è La conoscenza personale.
Le sue idee sulla conoscenza tacita o inespressa hanno influenzato molti studi sulle organizzazioni aziendali. Nel suo pensiero la vera conoscenza non può essere formalizzata in regole o algoritmi, essa è soprattutto conoscenza tacita.
Polanyi ha sostenuto che noi conosciamo tacitamente le cose che cerchiamo di apprendere. Il dialogo di Socrate con il ragazzo schiavo è, per Polanyi, una parabola di riflessione sulla conoscenza tacita. Il Menone mostra in conclusione che se tutta la conoscenza fosse esplicita, cioè capace di essere chiaramente organizzata, allora non potremmo conoscere un problema o ricercare la sua soluzione. E il Menone mostra anche, che se i problemi esistono comunque e possono essere effettuate delle scoperte grazie alla risoluzione di questi, allora possiamo conoscere le cose, persino cose molto importanti, che noi non siamo capaci di dire. Il tipo di conoscenza tacita risolve il paradosso del Menone che consiste nell'individuazione di qualcosa di nascosto che noi possiamo scoprire (Polany, 1966, pp. 22–23; tr. it. pp. 38–39).

## Opere
- Personal Knowledge: Towards a Post-Critical Philosophy (1958); tr. it. La conoscenza personale, Rusconi, Milano 1990.
- The tacit dimension (1966); tr. it. La conoscenza inespressa, Armando Editore, Roma 1979.
- Knowing and Being (1969); tr. it. Conoscere ed essere, Armando Editore, Roma 1988.
- The logic of Liberty (1951); tr. it. La logica della libertà, Rubbettino Editore, Soveria Mannelli 2002.